# Omisión de auxilio
Omisión de auxilio es no dar ayuda a una persona necesitada de atención, protección o aviso a quien pueda ayudarla. Bajo ciertas circunstancias pueser ser constitutivo de delito castigado por ley.

## Argentina
Argentina ha legislado sobre el "abandono de personas" en los artículos 106–108 del Código Penal de la Nación Argentina:
"Artículo 106. — El que pusiere en peligro la vida o la salud de otro, sea colocándolo en situación de desamparo, sea abandonando a su suerte a una persona incapaz de valerse y a la que deba mantener o cuidar o a la que el mismo autor haya incapacitado, será reprimido con prisión de 2 a 6 años.
La pena será de reclusión o prisión de 3 a 10 años, si a consecuencia del abandono resultare grave daño en el cuerpo o en la salud de la víctima.
Si ocurriere la muerte, la pena será de 5 a 15 años de reclusión o prisión.".

## Brasil
En Brasil dispone el artículo 135 del Código Penal Brasileño que la omisión de ayuda médica a un niño abandonado o perdido que está en peligro y no pone en peligro al que ayuda, o que no llama a la autoridad en ayuda será condenado por un tribunal, y su pena será mayor si el infante sufre daños mayores o muerte.[cita requerida]

## Chile
El artículo 176 de la Ley N° 18.290 exige En todo accidente del tránsito en que se produzcan lesiones o muerte, el conductor que participe en los hechos estará obligado a detener su marcha, prestar la ayuda que fuese posible y dar cuenta a la autoridad policial ....